# 手代木宇
手代木 宇 （てしろぎ ひさし、1975年6月18日 - ）は、日本の俳優。宮城県出身。ヨコザワ・プロダクションならびに劇団4重奏所属。私立仙台育英学園高等学校卒。

## 人物
俳優業の傍ら、舞台監督として、ヨコザワ・プロダクション、劇団4重奏の舞台の他、歌手・真木柚布子のコンサートツアーにも参加。

## 主な出演作品

### 映画
- 「ごくせん THE MOVIE」佐藤東弥監督（2009年）
- 「万華鏡」伊藤秀裕監督

### テレビ
- トリック（2000年、テレビ朝日）
- 大河ドラマ「武蔵」（2003年、NHK）
- ビギナー（2003年、フジテレビ）
- 最終警告!本当は恐い家庭の医学（2004年　テレビ朝日）
- 金曜時代劇「秘太刀・馬の骨」（2005年、NHK）- 武士役
- ビーバップハイスクール（2005年、TBS）- 不良学生役
- 危険なアネキ（2005年、フジテレビ）
- 西村京太郎からの挑戦状（2006年、日本テレビ）
- 日曜劇場「輪舞曲」（2006年、TBS）
- 仮面ライダー電王（2007年、テレビ朝日）- 警官役
- ドラマスペシャル「復讐するは我にあり」(2007年、テレビ東京）- 医者役
- 「セレブと貧乏太郎」(2008年、フジテレビ）- アナウンサー役
- ドラマW「なぜ君は絶望と闘えたのか」（2010年、WOWOW)- 報道陣役
- モリのアサガオ（2010年、テレビ東京）- 死刑囚役
- 踊る!さんま御殿!!（日本テレビ）
- ザ!世界仰天ニュース（日本テレビ）- ドーナツ店長役・カラオケ店員役
- 奇跡体験!アンビリーバボー（フジテレビ）- 夫役
- 危機一髪!SOS（フジテレビ）- 拉致犯人役

### Vシネマ
- 新極道伝説 三匹の竜（1999年）
- 必殺!バトルロード（2006年）- マフィア役
- 義兄弟(2008年)- 打徳会組員役

### CM
- エスカップ
- 西陣

### 舞台
- 「エクソシスト」（1997年）
- 「短い尺度計の告白」（1998年）
- 「下を向くゼブラ」（1999年）
- 「石の下の記録」（1999年）
- 「月光石」（2000年）
- 「エクソシスト・リハーサル」（2001年）
- 劇団五創会
  - 「猿の手」（2003年）
  - 「美しき心のなかに」（2004年）
  - 「ゴールデン・ムーン」（2005年）

### ラジオドラマ
- ラジオ日本「エクソシスト事務所」
- かつしかFM「恋愛遊戯」
  - 第7話『波間に光る涙…御宿』 息子・手塚春生役
  - 第18話『喜びも悲しみも』 島義久役
  - 第19話『ブライダル・リターン』 主演 新島直也役
  - 第22・23・24話『百通の手紙・前編・中編・後編』 主演 渡部秀夫役
  - 第30話『マキちゃん・サンダーボール作戦』他 三ノ輪役（レギュラー）
  - 第50・51話『十年目のバースデイ・中編・後編』
- かつしかFM「アニソン魂 ラジオミュージカル『アニ魂』」 神田役（レギュラー）

### ラジオ
- ラジオ日本「LIVE AFTER MIDNIGHT」 - パーソナリティ
- ラジオ日本「敏と直樹と丈二のガッツリナイト」- コーナータイトル
- ヨコザワ・アクターズスタジオ CMナレーション
- かつしかFM「ドラマ・シンフォニー」 - 月間パーソナリティ
- かつしかFM「山口かおると横沢丈二の二人の世界」